# Cóssimo Baltazar de Freitas
Cóssimo Baltazar de Freitas (Passos, 3 de janeiro de 1943) é um professor de ensino superior e político brasileiro do estado de Minas Gerais.
Foi deputado estadual em Minas Gerais na 12ª legislatura (1991 a 1995) pelo [PMDB].

Foi prefeito, três vezes vice-prefeito e vereador da cidade de Passos.